# Рёйрвик
Рёйрвик (норв. Røyrvik) — коммуна в губернии Нур-Трёнделаг в Норвегии. Административный центр коммуны — город Рёйрвик. Официальный язык коммуны — нейтральный. Население коммуны на 2007 год составляло 499 чел. Площадь коммуны Рёйрвик — 1584,33 км², код-идентификатор — 1739.

## История населения коммуны
Население коммуны за последние 60 лет.

Статистика коммуны Рёйрвик